# Tyszki-Ciągaczki
Tyszki-Ciągaczki [tyški-čjongački] je vesnice v severovýchodní části Polska v okrese Ostrołęka Mazovského vojvodství. Leží 100 km severovýchodně od Varšavy, v historickém Mazovsku.
Vlastní vesnice Tyszki-Ciągaczki čítá 60 obyvatel.
První zmínka o lokalitě pochází z 15. století.